# Parc Històric Nacional de Sitka
El Parc Històric Nacional de Sitka (Sitka National Historical Park) és una àrea protegida situada a Sitka al sud-est d'Alaska als Estats Units i gestionada pel National Park Service. Tot i que anteriorment havia estat un monument nacional, va ser designat un parc històric nacional el 18 d'octubre de 1972. El parc en les seves diverses formes ha buscat maneres de commemorar les experiències tlingit i russes a Alaska.:7

## Història
El més antic parc federal de caràcter cultural d'Alaska es remunta al 21 de juny de 1890, quan el president Benjamin Harrison va deixar de banda el terreny ocupat per la fortalesa tlingit Shis'kí Noow (que vol dir "Fort d'Arbres Joves" en tlingit) per a l'ús públic. El lloc, situat prop de la desembocadura del riu Indian, és on va tenir lloc l'any 1804 un conflicte armat entre la població nativa tlingit i caçadors de pells russos (acompanyats dels seus aliats aleutians), un esdeveniment que es coneix avui dia com la Batalla de Sitka.
Des de 1903 fins a 1905, el governador del districte d'Alaska John G. Brady es va dedicar a l'adquisició de tòtems nadius a tot arreu d'Alaska per a la seva exhibició al parc; la majoria dels pals es van trobar a llogarets haida a l'illa del Príncep de Gal·les mentre que altres havien estat abans en exhibició a l'Exposició Universal de Saint Louis de 1904. Poc després, un grup de gent important de Sitka, preocupat pel vandalisme i el mal estat del parc en general, va pressionar el govern federal que declarés el lloc un monument nacional.

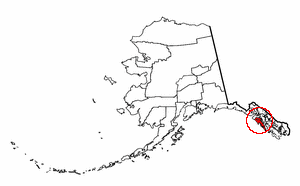
Localització de Sitka al sud-est d'Alaska

El monument nacional de Sitka va ser proclamat pel president William Howard Taft en virtut de la Llei d'Antiguitats el 23 de març de 1910 per preservar el caràcter històric del lloc, la col·lecció de tòtems i la fortalesa, i protegir-los de danys addicionals. En crear el Servei de Parcs Nacionals el 1916, el monument va caure sota la cura de la nova agència però sense finançament dedicat fins a 1921. Molts dels pals exhibits avui al parc al llarg dels 3,2 quilòmetres de passarel·les de fusta són rèpliques d'originals deteriorats ara emmagatzemats per a la seva protecció. Entre les gegants pícees de Sitka s'intercalen una varietat de falgueres, arbustos i flors. Es veuen pujar salmons pel riu Indian durant la temporada de fresa.
El parc es va col·locar sota el control de l'Exèrcit dels Estats Units el 1942 i va ser ocupat breument amb finalitats defensives, durant el qual una sèrie de projectes de construcció militar va resultar en l'extracció de grans quantitats de grava de la costa i de l'estuari de la zona. Les conseqüències ambientals de l'extracció eren un problema important durant moltes dècades. La responsabilitat pel parc va ser retornada al Departament de l'Interior el 1947. El 1965, es va obrir un nou centre de visitants que ofereix igualment un espai per a exposicions i demostracions d'arts i oficis dels natius d'Alaska. El parc va ser introduït en el Registre Nacional de Llocs Històrics el 1966.
En un acord sense precedents, la Germandat de Natius d'Alaska (Alaska Native Brotherhood) va fer-se càrrec d'esdeveniments culturals al centre de visitants l'any 1969. El Centre Cultural Indi del Sud-est d'Alaska (Southeast Alaska Indian Cultural Center) va celebrar el seu 45è aniversari el gener de 2015. Molts dels artefactes notables de la col·lecció tlingit havien estat prestats o donats pels grups locals en virtut d'acords destinats a assegurar el seu ús continu i tradicional malgrat la seva exposició al parc.

## Casa del Bisbe Rus
Situada aproximadament a un quilòmetre del parc, la Casa del Bisbe Rus (Russian Bishop's House) va ser construïda utilitzant pícees de Sitka començant el 1841 fins a la seva finalització el 1843 per treballadors tlingit supervisats per constructors finlandesos. És un dels quatre exemples existents de l'arquitectura colonial de Rússia a l'hemisferi occidental.A  El bisbe Innocenci (Ivan Popov Evseyevich Veniaminov) de l'Església ortodoxa russa, un clergue, professor i lingüista, va ocupar la residència fins al 1853.:7-8 L'Església va operar l'edifici com una escola, una residència i un lloc de culte fins que l'estat ruïnós va forçar el seu abandonament el 1969 i el 1973 la seva venda al Servei de Parcs Nacionals.
El 1973, el Servei de Parcs Nacionals va dur a terme un projecte de restauració de setze anys per tornar la propietat a la seva antiga glòria. Es van instal·lar calefacció i fontaneria modernes així com nous sistemes elèctrics, i al mateix temps, l'estructura es va mantenir en l'estat més autèntic possible. La planta superior es va restaurar a la seva aparença l'any 1853, basant-se tant en l'evidència arqueològica així com en diaris i dibuixos contemporanis. Avui en dia, nombroses exposicions i icones extravagants a la Capella de l'Anunciació (Chapel of the Annunciation) comuniquen el llegat de l'Amèrica russa. Com és el cas amb l'àrea principal del parc, la Casa del Bisbe Rus es troba al Registre Nacional de Llocs Històrics.

## Nota
A  Tot i que algunes fonts indiquen que la Casa del Bisbe és un dels "quatre" exemples de l'arquitectura colonial de Rússia que encara romanen a l'Amèrica del Nord, el Servei de Parcs Nacionals suggereix més ambiguament que és un dels "pocs" que hi romanen.